# 矢崎文也
矢崎 文也（やざき ふみや、1970年2月25日 - ）は、日本の男性俳優、声優。福岡県出身。

## 来歴
福岡市立福岡西陵高等学校卒業。青年座研究所15期卒。1991年4月から2024年まで劇団青年座に所属。

## 人物
趣味はゴルフ、旅行。特技は乗馬、博多弁。

## 出演

### テレビドラマ
- 浅見光彦シリーズ
- 金田一少年の事件簿 第2シリーズ 悪魔組曲殺人事件（1996年） - 中川車掌 役
- 新・半七捕物帳 第16話「冬の金魚」（1997年、NHK総合）- 俳人・其月の弟子 役
- 相棒 Season 11 第8話「棋風」（2012年12月5日）- 将棋連盟事務局員 役
- ウルトラギャラクシー大怪獣バトル - 調査団員 役
- おばさんデカ 桜乙女の事件帖 - 中村正治 役
- 篝警部補の事件簿第1作「富士六湖殺人水脈」（2003年4月30日）- 工房のスタッフ 役
- 火曜サスペンス劇場（日本テレビ放送網）
  - 地方記者・立花陽介（オセロット）
    - 第8作「会津若松通信局」（1996年9月10日）
    - 第19作「箱根小田原通信局」（2002年9月24日）
- きのうの敵は今日も敵
- 外科医 須磨久善
- 広域警察（十河）
- 二重裁判 原作･小杉健治（2009年6月1日）
- はぐれ刑事純情派 新春SP（2002年） - 工藤正志 役
- 坊さん弁護士第2作「被告席に立つ女」原作･小杉健治「殺意の川」（2004年7月7日）
- ホステス探偵危機一髪
- 万引きGメン・二階堂雪
- 武蔵 MUSASHI
- 新・世直し公務員ザ・公証人12（2002年）- カラオケ店バイト・白石良太（窪塚俊介）の元・同僚 崎田修治 役
- 連続テレビ小説
  - すずらん（1999年）
  - ひよっこ 第50話（2017年）

### 映画
- 釣りバカ日誌シリーズ
- まあだだよ

### 舞台
- あおげばとうとし
- 火の起源
- 夫婦レコード
- ブンナよ、木からおりてこい
- 見よ、飛行機の高く飛べるを
- 無法松の一生

### テレビアニメ
- 名探偵コナン（1997年、日下正巳）
- 金色のコルダ〜primo passo〜（2006年、月森の父）
- NARUTO -ナルト- 疾風伝（2007年、カナブン、銀角）
- 新幹線変形ロボ シンカリオン（2018年 - 2021年、小倉アカツキ） - 2シリーズ[一覧 1]

### OVA
- 銀河英雄伝説（1994年、シュライヤー少将）

### 劇場アニメ
- NAGASAKI 1945 アンゼラスの鐘[4]（2005年）

### 吹き替え

#### 映画
- アニマル・ハウス（ジョン・ブルータースキー〈ジョン・ベルーシ〉）
- アフガンナイツ（ペッパー〈スティーブ・ベーシック〉）
- イテウォン殺人事件（パク・デシク検事〈チョン・ジニョン〉）
- エージェント・オブ・ウォー（ブランド・ハウザー〈ジョン・キューザック〉）
- 案山子男2/復讐の雄叫び
- 間諜最後の日（マーヴィン〈ロバート・ヤング〉）
- ギャング・オブ・ニューヨーク（ジョニー・シロッコ〈ヘンリー・トーマス〉）※日本テレビ版
- 実験室KR-13（トニー・マッツォーラ〈シェー・ウィガム〉）
- ストライキング・レンジ（ヴァッシュ〈ルー・ダイアモンド・フィリップス〉）
- ストリートファイター（サワダ）※テレビ朝日版
- スパイダー パニック! ※テレビ東京版
- 先生はあきらめない〜ロン・クラーク物語〜（ロン・クラーク〈マシュー・ペリー〉）
- 跳べ!ロックガールズ〜メダルへの誓い（アレックス・クルーズ）
- トランスフォーマーシリーズ（ウィリアム・レノックス〈ジョシュ・デュアメル〉）
  - トランスフォーマー[5]
  - トランスフォーマー/リベンジ
  - トランスフォーマー/ダークサイド・ムーン
  - トランスフォーマー/最後の騎士王
- トリプルX（ポーク捜査官）※テレビ朝日版
- ネバダ・スミス（マックス・サンド〈スティーブ・マックイーン〉）
- バードケージ#NKHラジオドラマ（新聞記者）
- パーフェクト・センス（スティーブン〈スティーヴン・ディレイン〉）
- バンテージ・ポイント（エンリケ〈エドゥアルド・ノリエガ〉）
- 必殺処刑人 リベンジ（トレイン〈ニコラス・ゴンザレス〉）
- 42 〜世界を変えた男〜
- PROMISE
- 北京バイオリン（蔡〈ツァイ〉警官）
- MUSA -武士-（チェ・ジョン将軍〈チュ・ジンモ〉）
- ユナイテッド93
- ライ麦畑で出会ったら（エリック・ネルセン）
- レジェンド・オブ・アロー（フィリップ王子〈スティーヴン・モイヤー〉）※ソフト版

#### テレビドラマ
- 愛してると云って（パク・ヒス〈キム・ソンス〉）
- ER緊急救命室シリーズ
  - シーズン11 #16（ブルース・ララビー〈ジョシュ・ギャッド〉）
  - シーズン13 #11（エバン〈ロッド・ケラー〉）
  - シーズン15 #1（ノーマン・チャップマン〈トニー・ヘイル〉）
- WITHOUT A TRACE/FBI 失踪者を追え!（マーティン・フィッツジェラルド〈エリック・クローズ〉）
- ギルモア・ガールズ（アレックス）
- クリミナル・マインド5 FBI行動分析課（ルイス）
- クリミナル・マインド 特命捜査班レッドセル #11（ルカ）
- 三国志 Three Kingdoms（王平）
- 私立探偵ストライク（ドナルド・ラング）
- 高い城の男（木戸警部〈ジョエル・デ・ラ・フエンテ〉）
- TOUCH/タッチ（テニー保護観察官）
- TOUCH/タッチ シーズン2（ギレルモ・オルティス〈サイード・タグマウイ〉）
- チャームド 〜魔女3姉妹〜
- 朱蒙 〜チュモン〜（帯素（テソ）〈キム・スンス〉）
- 24 -TWENTY FOUR- シーズン7
- ドクター・フー #19
- ヒューマン・ターゲット シーズン2 #11（ボブ・アンダーソン〈トッド・グリンネル〉）
- ホワイトカラー #4
- メンタリスト
  - シーズン4 #8
  - シーズン6 #22
- マーベル・シネマティック・ユニバース（ダニエル・スーザ〈エンヴェア・ジョカイ〉）
  - エージェント・カーター
  - エージェント・オブ・シールド シーズン7
- リゾーリ&アイルズ2 #5（ジェシー・ウェイド〈テイラー・キニー〉）
- LOST
- 私はラブ・リーガル シーズン3 #1（マーク・クライン）
- ワンス・アポン・ア・タイム（アーサー王〈リアム・ギャリガン〉）

#### アニメ
- サーフズ・アップ

### CM
- キユーピーコーワゴールドα - ナレーション

### シリーズ一覧
1. ↑  『新幹線変形ロボ シンカリオン THE ANIMATION』（2018年 - 2019年）、『新幹線変形ロボ シンカリオンZ』（2021年）